# Liste der Kulturdenkmale in Löwenstedt
In der Liste der Kulturdenkmale in Löwenstedt sind alle Kulturdenkmale der schleswig-holsteinischen Gemeinde Löwenstedt (Kreis Nordfriesland) aufgelistet (Stand: 10. März 2025).

## Legende
In den Spalten befinden sich folgende Informationen:
- Objekt-ID: die Nummer des Kulturdenkmales
- Lage: die Adresse des Kulturdenkmales und die geographischen Koordinaten. Kartenansicht, um Koordinaten zu setzen. In der Kartenansicht sind Kulturdenkmale ohne Koordinaten mit einem roten Marker dargestellt und können in der Karte gesetzt werden. Kulturdenkmale ohne Bild sind mit einem blauen Marker gekennzeichnet, Kulturdenkmale mit Bild mit einem grünen Marker.
- Offizielle Bezeichnung: Bezeichnung des Kulturdenkmales
- Beschreibung: die Beschreibung des Kulturdenkmales
- Bild: ein Bild des Kulturdenkmales

## Bauliche Anlagen
| Objekt-ID | Lage                                              | Offizielle Bezeichnung       | Beschreibung | Bild |
| --------- | ------------------------------------------------- | ---------------------------- | --- | ---- |
| 39204     | Obere Dorfstraße 10 (54° 37′ 17″ N, 9° 10′ 17″ O) | Wohn- und Wirtschaftsgebäude | Wohn- und Wirtschaftsgebäude; 1910; eingeschossiger, traufständiger Backsteinbau unter Schopfwalmdach mit Risalit und Erker, über einen schmalen Verbindungsgang angeschlossene, giebelständige Drempelscheune unter Satteldach, Mauerwerk von Ziergesimsen belebt, umfriedete Hoffläche mit Vorgarten - Begründung: geschichtlich, städtebaulich, Kulturlandschaft prägend - Schutzumfang: Wohn- und Wirtschaftsgebäude, Hoffläche mit Vorgarten, Einfriedungsmauer - Denkmaltyp: Bauliche Anlage | BW   |

## Quelle
- Liste der Kulturdenkmale in Schleswig-Holstein – Kreis Nordfriesland (PDF)

- Karte mit allen Koordinaten:
- OSM |
- WikiMap